# مايك لي
مايك لي (بالإنجليزية: Mike Leigh)‏ (و. 1943 – م) هو مخرج سينمائي، وممثل، وكاتب مسرحي، ومخرج مسرحي، وكاتب سيناريو، وكاتب من المملكة المتحدة . وهو عضواً في الأكاديمية الأمريكية للفنون والعلوم، والجمعية الملكية للأدب .

## التعليم
تعلم في الأكاديمية الملكية للفنون المسرحية، في تخصص تمثيل، والمدرسة المركزية للفنون والتصميم ‏

## جوائز وترشيحات
حصل على جوائز منها:
- نيشان الامبراطورية البريطانية من رتبة ضابط.

ترشح لـ:
- جائزة الأوسكار لأفضل مخرج، عن عمل:أسرار وأكاذيب
- جائزة الأوسكار لأفضل كتابة "سيناريو أصلي"، عن عمل:Vera Drake
- جائزة الأوسكار لأفضل كتابة "سيناريو أصلي"، عن عمل:Happy-Go-Lucky
- جائزة الأوسكار لأفضل كتابة "سيناريو أصلي"، عن عمل:توبسي ترفي
- جائزة الأوسكار لأفضل مخرج، عن عمل:Vera Drake
- جائزة الأوسكار لأفضل كتابة "سيناريو أصلي"، عن عمل:أسرار وأكاذيب
- جائزة الأوسكار لأفضل كتابة "سيناريو أصلي"، عن عمل:Another Year.

## روابط خارجية
- مايك لي على موقع IMDb (الإنجليزية)
- مايك لي على موقع الموسوعة البريطانية (الإنجليزية)
- مايك لي على موقع مونزينجر (الألمانية)
- مايك لي على موقع قاعدة بيانات الأفلام العربية
- مايك لي على موقع ألو سيني (الفرنسية)
- مايك لي على موقع أول موفي (الإنجليزية)
- مايك لي على موقع بوكس أوفيس موجو (الإنجليزية)
- مايك لي على موقع قاعدة بيانات الأفلام السويدية (السويدية)
- مايك لي على موقع إن إن دي بي (الإنجليزية)
- مايك لي على موقع قاعدة بيانات الفيلم (الإنجليزية)